# Paraskevi Patoulidou

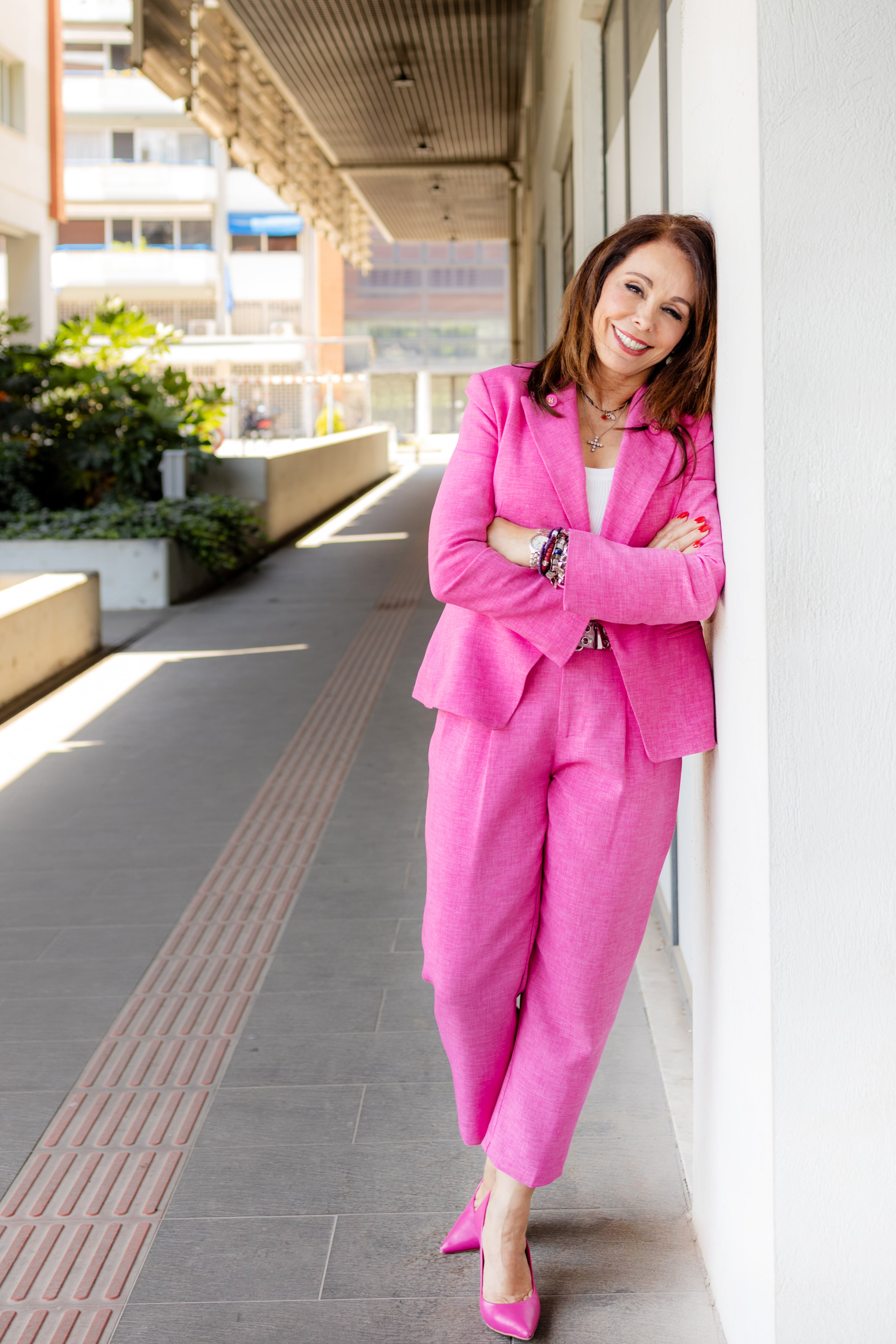
Patoulidou 2024

Paraskevi „Voula“ Patoulidou (griechisch Παρασκευή Πατουλίδου, * 29. März 1965 in Tripotamon nahe Florina) ist eine ehemalige griechische Leichtathletin und Olympiasiegerin.
Bei den Olympischen Spielen 1992 in Barcelona, Spanien, gewann sie die Goldmedaille im 100-Meter-Hürdenlauf vor LaVonna Martin (USA) und Jordanka Donkowa (BUL), das erste Leichtathletikgold seit 1912 für Griechenland. Sie ist die erste griechische Olympiateilnehmerin, die eine Goldmedaille gewann.